# Frederick Kerr
Frederick Kerr (Londra, 11 ottobre 1858 – Londra, 3 maggio 1933) è stato un attore britannico, noto soprattutto per il suo ruolo del Barone Frankenstein in Frankenstein (1931).

## Filmografia
- The Real Thing at Last, regia di L.C. MacBean - cortometraggio (1916)
- The Lifeguardsman, regia di Frank Goodenough Bayly (1916)
- Victory and Peace, regia di Herbert Brenon (1918)
- 12.10, regia di Herbert Brenon (1919)
- The Lady of Scandal , regia di Sidney Franklin (1930)
- Raffles, l'Arsenio Lupin inglese (Raffles), regia di George Fitzmaurice (1930)
- The Devil to Pay!, regia di George Fitzmaurice (1930)
- Passione di mamma (Born to Love), regia di Paul L. Stein (1931)
- Always Goodbye , regia di Kenneth MacKenna e William C. Menzies (1931)
- La donna che non si deve amare (Waterloo Bridge), regia di James Whale  (1931)
- La sfinge dell'amore (Friends and Lovers), regia di Victor Schertzinger (1931)
- L'artiglio rosa (Honor of the Family), regia di Lloyd Bacon (1931)
- Frankenstein, regia di James Whale (1931)
- Lovers Courageous, regia di Robert Z. Leonard (1932)
- -But the Flesh Is Weak, regia di Jack Conway (1932)
- Beauty and the Boss, regia di Roy Del Ruth (1932)
- The Midshipmaid , regia di Albert de Courville (1932)
- The Man from Toronto, regia di Sinclair Hill (1933)
- Lord of the Manor, regia di Henry Edwards (1933)

## Curiosità
Nel 1974 il regista Mel Brooks nel suo Frankenstein Junior ha chiamato il protagonista, discendente del Barone Frankenstein, Frederick Frankenstein volendo così omaggiare l'attore che aveva interpretato il Barone, 43 anni prima nel film di James Whale.